# Louta
Jaime Martín James (Buenos Aires, 22 de junio de 1994), conocido por su nombre artístico Louta, es un cantante, actor y compositor argentino. Comenzó su carrera musical al publicar su álbum debut homónimo en 2016, gracias al cual se dio a conocer al público. Tras este, en 2018 publicó su segundo álbum de estudio, Enchastre, el cual acabó por consolidarlo como artista. En 2019 lanzó los sencillos «Tau Tau», «No te comas la peli» y participó de la Session número 20 de Bizarrap. En 2020 publicó el sencillo «De este lado de la foto» y lanzó su tercer álbum de estudio, 2030.

## Biografía
Jaime Martín James nació el 22 de junio de 1994 en la ciudad de Buenos Aires, Argentina, hijo de la directora y bailarina Ana Frenkel y de Diqui James, fundador de las compañías teatrales Fuerza Bruta y De La Guarda. Su tío es el músico Diego Frenkel.
Desde los 19 años, comenzó a practicar el budismo Soka Gakkai y, gracias a la inspiración del maestro budista Daisaku Ikeda, pudo decidirse a lanzar su primer disco.

## Carrera musical
Louta comenzó su carrera musical como DJ y probó suerte en Europa. Al volver, en 2016, lanzó su primer disco de estudio bajo el seudónimo y título de Louta, de ocho canciones. El álbum contó con la producción de Tomás Susevich, Juan Armani, él mismo y tuvo la participación del baterista Tomi Sainz, que también colaboró en la grabación del disco. El trabajo se logró concretar en el cuarto de Louta con una computadora para luego terminar de producirse en el estudio. En 2017, Louta abrió el show de la banda canadiense BadBadNotGood en el Niceto Club.
Sobre su nombre artístico, Louta dijo:

El nombre Louta no tiene mucho sentido pero sí tiene como el formato de una marca. Como Adidas, ¿entendés? Como una marca, una palabra, ¿viste? Es eso un poco, pero no tiene un significado. Armo bastantes palabras así, como sin significado; que sea corto, memorizable.
Louta hablando sobre su nombre artístico.

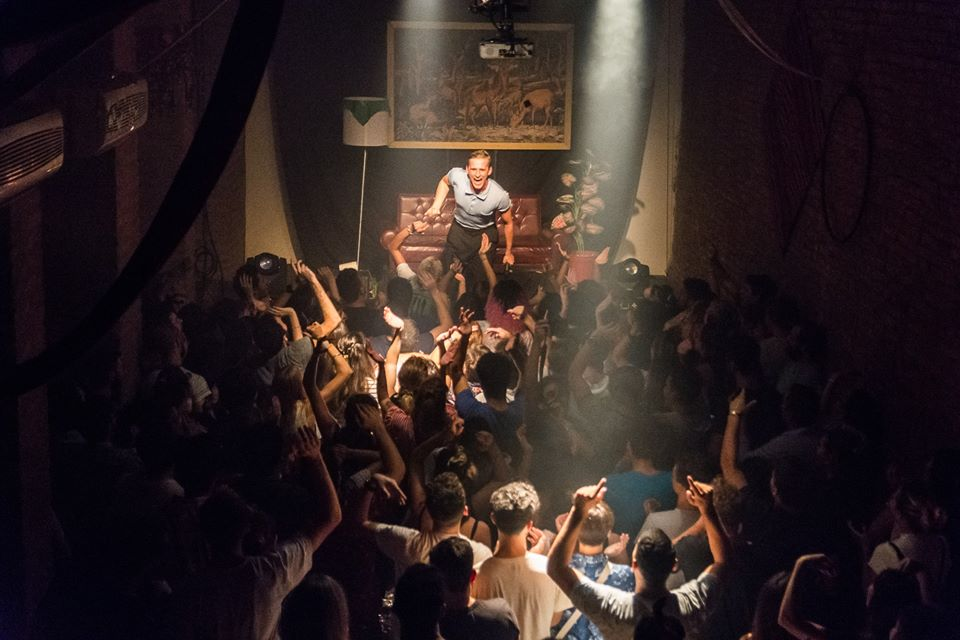
Louta (centro) en el centro cultural DEMOS.

El 12 de octubre de 2018, bajo el lema «que esto derrita la carita de cada persona del planeta», Louta publicó su segundo álbum de estudio, Enchastre (estilizado como «ENCHASTRE») a través de Sony Music, el cual produjo junto a Nico Cotton, Orodembow, Santi Mealla, Timoteo Padilla y Tom Tom Records. El disco, además, fue masterizado por Mike Bozzi y contó con las colaboraciones de las cantantes argentinas Marilina Bertoldi y Zoe Gotusso. Para promocionar el proyecto, Louta realizó una gira en distintos escenarios de Argentina.
Durante 2019, Louta lanzó los sencillos «Tau Tau» y «No te comas la peli», recibiendo una nominación a Mejor videoclip Corto por este último en los Premios Gardel 2020. Además, participó con Bizarrap en la BZRP Music Session, Vol. 20. En 2020 publicó el sencillo «De este lado de la foto» y, durante la pandemia por COVID-19 en Argentina, lanzó su tercer álbum de estudio, 2030. El álbum fue producido junto a Eduardo Cabra y además contó con la participación de Alizzz, Nico Cotton, Orodembow y Mauro De Tommaso, también en la producción. Gracias al álbum, Louta recibió una nominación al Mejor álbum de música alternativa en los Premios Grammy Latinos de 2020.
En 2021 y 2022, respectivamente, Louta lanzó las canciones «La forma de tus huesos» y «Guaracha». En junio del año 2022, lanzó la canción «Quereme», junto al rapero argentino Wos. En 2023, publicó la canción «Veneno».
El 9, 11 y 12 de noviembre de 2023 fue telonero nacional de Taylor Swift en la gira internacional The Eras Tour junto con Sabrina Carpenter. Las tres fechas se llevaron a cabo en el estadio Monumental, al que sólo para el primer show asistieron más de 80.000 personas. Tuvo como invitada sorpresa a la artista Blair, quien lo acompañó sobre el escenario, juntos interpretaron «Ayer te vi» y «Uacho».

## Influencias
Louta nombró a Gilberto Gil, Caetano Veloso, João Gilberto, Groove Armada, Fatboy Slim, Daft Punk y Gorillaz como sus primeras introducciones a la música a través de sus padres. Además, citó a Chet Baker, Tyler, The Creator y Michael Jackson como sus influencias.

## Discografía
- 2016: Louta
- 2018: Enchastre
- 2020: 2030
- 2025: Un instante

## Filmografía
| Año  | Película                | Rol               | Director    | Ref.   |
| ---- | ----------------------- | ----------------- | ----------- | ------ |
| 2023 | La sociedad de la nieve | Gastón Costamalle | J.A. Bayona | [ 30 ] |

## Premios y nominaciones

### Premios Gardel
| Año  | Categoría                           | Trabajo               | Resultado | Ref.   |
| ---- | ----------------------------------- | --------------------- | --------- | ------ |
| 2019 | Mejor álbum pop alternativo         | Enchastre             | Ganador   | [ 31 ] |
| 2020 | Mejor videoclip corto               | "No te comas la peli" | Nominado  | [ 14 ] |
| 2023 | Mejor canción de música urbana      | "Quereme" (con Wos)   | Pendiente | [ 32 ] |
| 2023 | Mejor colaboración de música urbana | "Quereme" (con Wos)   | Pendiente | [ 32 ] |

### Premios Grammy Latinos
| Año  | Categoría                         | Trabajo | Resultado | Ref.   |
| ---- | --------------------------------- | ------- | --------- | ------ |
| 2020 | Mejor Álbum de Música Alternativa | 2030    | Nominado  | [ 17 ] |